# Adesmia incana
Adesmia incana är en ärtväxtart som beskrevs av Julius Rudolph Theodor Vogel. Adesmia incana ingår i släktet Adesmia och familjen ärtväxter.

## Underarter
Arten delas in i följande underarter:
- A. i. grisea
- A. i. heterotricha
- A. i. incana